# Jack Aungier
Pas d'image ? Cliquez ici

a Compétitions nationales et continentales officielles uniquement.

b Matchs officiels uniquement.
Dernière mise à jour le 9 juillet 2025.
Jack Aungier, né le 20 novembre 1998 à Dublin (Irlande), est un joueur international irlandais de rugby à XV jouant au poste de pilier droit au Connacht.

## Biographie

### Jeunesse et formation
Jack Aungier naît à Dublin en Irlande. Il commence la pratique du rugby à XV dans le club de Suttonians RFC, puis pour l'équipe de la St. Fintan's High School avec qui il participe à la Leinster Schools Rugby Senior Cup en 2017. À l'âge de 16 ans, il joue avec l'équipe d'Irlande des moins de 18 ans.
Il intègre le centre de formation du Leinster en 2018 et joue la British and Irish Cup. La même année, il est le pilier gauche titulaire de l'équipe d'Irlande des moins de 20 ans pour le Tournoi des Six Nations et le Championnat du monde junior.

### Carrière professionnelle
Pendant la saison 2019-2020 du Pro14, alors qu'il fait encore partie du centre de formation, Jack Aungier fait ses débuts professionnel avec le Leinster lors d'un match contre les Dragons. Il joue ensuite quatre autres rencontres durant cette saison.
À la fin de cette première saison, il décide de quitter son club formateur et s'engage au Connacht où il espère gagner du temps de jeu,. Dès sa première saison dans sa nouvelle équipe, il s'intègre rapidement et devient un joueur important. Ainsi, au mois de décembre 2021, il prolonge son contrat avec le Connacht,.
Petit à petit, il s'impose comme la doublure de l'international irlandais Finlay Bealham.
Au mois de mars 2024, il prolonge son contrat de deux ans supplémentaires avec le Connacht, le liant à la province jusqu'en 2026.
En début de saison 2024-2025, il est sélectionné avec l'équipe d'Emerging Ireland (en) pour la tournée en Afrique du Sud. Au mois de janvier 2025, il est appelé pour la première fois de sa carrière en équipe d'Irlande, à l'âge de 26 ans, pour le Tournoi des Six Nations 2025. Simon Easterby le sélectionne pour remplacer Tadhg Furlong blessé.